# Normatyw techniczny
Normatyw techniczny – zbiór wszelkich obowiązujących ustaleń dotyczących produkcji lub realizacji innych czynności, w odniesieniu do których konieczne jest stosowanie różnego rodzaju wzorców i przyjmowanie wielkości średnich.
Normatyw to pojęcie szersze niż norma i oznacza wszelkie obowiązujące ustalenia – niekoniecznie związane z produkcją – i wszelkie wielkości średnie. Normatywem jest na przykład: ilość materiałów na placu budowy, czas użytkowania przez robotnika ubrania roboczego lub dzienne zużycie wody przez pracownika, jakie należy wziąć pod uwagę, projektując wodociąg tymczasowy na budowie.